# Katedra w Bielli
Katedra w Bielli – kościół katolicki w mieście Biella w rejonie Piemontu w północnych Włoszech, od 1772 katedra.

## Historia i architektura
Pierwsza świątynia wzniesiona w miejscu obecnej katedry była XI-wiecznym kościołem drewnianym. Kościół murowany pw. Matki Bożej Większej, wybudowany w 1402 roku,  został wzniesiony w dowód wdzięczności mieszkańców za przeżycie zarazy, która nawiedziła te tereny na przełomie XIV i XV wieku.
Wraz z powstaniem diecezji Biella w 1772 roku, kościół uzyskał rangę kościoła katedralnego. Świątynia, za sprawą architekta Ignazio Antonio Giulio, została wówczas przebudowana w stylu neogotyckim. W 1803 roku podczas kolejnych prac dobudowano dwie nawy boczne oraz kaplice boczne, zakrystię i salę kapitulną. W 1784 wydzielono prezbiterium, którego projektantem był Giovannino Galliariego. W 1806 roku katedra zyskała wezwanie świętego Szczepana.
Obok katedry znajduje się romańskie baptysterium świętego Jana Chrzciciela. Jest to niezbyt duży, kwadratowy budynek z półkolistymi apsydami po każdej stronie. W centralnej części zwieńczony jest ośmiobocznym bębnem zakończony latarnią o kwadratowej podstawie. Wnętrze budowli obecnie jest proste i pozbawione jakichkolwiek ozdób czy malowideł: w średniowieczu ściany pokryte były freskami, a niektóre z nich fragmentarycznie zachowały się do dziś, w tym Madonna z Dzieciątkiem.